# Apanteles turcmenicus
Apanteles turcmenicus är en stekelart som beskrevs av Vladimir Ivanovich Tobias 1967. Apanteles turcmenicus ingår i släktet Apanteles och familjen bracksteklar. Inga underarter finns listade i Catalogue of Life.